# Heroin and Your Veins
Heroin and Your Veins ist ein 2007 gegründetes Dark-Jazz-Projekt.

## Geschichte
Janne Perttula gründete Heroin and Your Veins als Ein-Mann-Projekt. Das Projekt entstand in einer Tiefphase Perttulas, in der er aufgrund einer nicht näher benannten „psychischen Krankheit“ Wochen allein zuhause verbrachte. Der Name entlehnte sich einem amerikanischen Aufklärungsheft. Für Liveauftritte in Finnland formierte Perttula 2009 mit dem Schlagzeuger Timo Korpi, dem Bassist Kari Nieminen und der Keyboarderin Irene Stachon eine Bandbesetzung. Die Gruppe trat unter anderem in Tampere, Helsinki, Turku und Hämeenkyrö auf. Die kreative Tätigkeit behielt sich Perttula vor. Er verweist hierbei auf den emotional persönlichen Charakter der Musik, welchen er niemanden eröffne, bevor die Stücke nicht vollständig geschrieben und produziert seien. Vereinzelt wurde die Gruppe durch den Baritonsaxophonisten Pentti Luomakangas unterstützt. Den letzten Auftritt absolvierte das Projekt 2011 in Tampere. Perttula gab zu der Entscheidung, nicht mehr live in Erscheinung zu treten an, dass ihm das Ergebnis nie ausreichend gefallen habe. So funktioniere Heroin and Your Veins für ihn besser als Studio-, denn als Live-Projekt.
Das dritte Album Lovely Bone Structure veröffentlichte Perttula als kostenfreien Download über Bandcamp. Seit der Veröffentlichung des vierten Albums Regret über das australische Label Pimpmelon Records 2012 blieben weitere Veröffentlichungen aus. Alte Alben wurden jedoch neu aufgelegt.

## Stil
Die Musik von Heroin and Your Veins wird gemeinhin dem Dark Jazz zugeordnet. Insbesondere werden Vergleiche zu Soundtrack-Komponisten wie Ennio Morricone und Angelo Badalamenti zur Einordnung des Klangs bemüht. Perttula verweist hinzukommend auf Bohren & der Club of Gore, Tindersticks und Nick Cave and the Bad Seeds sowie Filmmusik, Jazz und Surfrock als Einfluss. So wird die Musik als Aufarbeitung des „Film Noir à la Lynch, dem existenziellen Ekel Jean-Paul Sartres und kafkaesker Isolation“ beurteilt.
Das Ergebnis wird als „surf music from hell“ oder düstere westernlastige Ambient- und Lounge-Musik umschrieben. Zwischen stilistischen Elementen des Jazz, Post-Rock und Ambient entfalten sich „gedämpfte Atmosphären“. Der Bass und programmierte pochende Rhythmen dienen der Musik als „Basis, auf der mit Keyboards und E-Gitarre verschiedene Schichten von zerbrechlich bis tödlich aufgebaut werden.“

## Rezeption
Adriano Vincenti von Macelleria Mobile di Mezzanotte und Detour Doom Project lobte das 2009 erschienene zweite Album Nausea noch 2022 für das Webzine It’s Psychedelic Baby Magazine als einen Meilenstein sowie eines der besten Alben des Genres. Auch Bob Pastorella führte Heroin and Your Veins als namhaftes Projekt des Dark Jazz in einer 2018 für This is Horror verfassten Genredarstellung. Die Musik erscheine als „bizarre Mischung aus Surf Rock und Jazz mit David Lynch am Mischpult.“ Ebenso führte Johanna Huber in einer für die Website des Metal Hammer zusammengefassten Genrebeschreibung Janne Perttulas Projekt als „anders […] als [den] sowieso schon eigenartige[n] Dark Jazz“. In weiteren Genrechroniken wurde ebenso auf Heroin And Your Vein verwiesen.

## Diskografie
- 2007: Dead People’s Trails (Album, Solina Records)
- 2009: Nausea (Album, Verdura Records)
- 2011: Lovely Bone Structure (Album, Selbstverlag)
- 2012: Regret (Album, Pimpmelon)